# Ársos, Limassol
Ársos är en ort i Cypern.   Den ligger i distriktet Eparchía Lemesoú, i den centrala delen av landet, 70 km sydväst om huvudstaden Nicosia. Ársos ligger 859 meter över havet och antalet invånare är 202. Den ligger på ön Cypern.
Terrängen runt Ársos är huvudsakligen kuperad. Ársos ligger uppe på en höjd.Trakten runt Ársos är glesbefolkad, med 20 invånare per kvadratkilometer. Närmaste större samhälle är Sotíra, 16,7 km sydost om Ársos. Trakten runt Ársos är i huvudsak ett öppet busklandskap.
Medelhavsklimat råder i trakten. Årsmedeltemperaturen i trakten är 21 °C. Den varmaste månaden är juli, då medeltemperaturen är 33 °C, och den kallaste är januari, med 10 °C. Genomsnittlig årsnederbörd är 572 millimeter. Den regnigaste månaden är januari, med i genomsnitt 123 mm nederbörd, och den torraste är augusti, med 2 mm nederbörd.